# Mathias Jørgensen
Mathias Jattah-Njie Jørgensen (Koppenhága, 1990. április 23. –), vagy becenevén Zanka, dán válogatott labdarúgó, az Anderlecht játékosa.

## Pályafutása
Édesanyja dán nemzetiségű, édesapja gambiai bevándorló.

### Klubcsapatban
1994 és 2007 között a Boldklubben korosztályos csapataiban nevelkedett, majd 2017 júniusában aláírt a København csapatához, de előtte próbajátékon járt az angol Arsenal csapatánál. 2012. február 12-én bejelentették, hogy ingyen távozik a nyári átigazolási időszakban a holland PSV Eindhoven csapatához. 2014. július 7-én visszatért a København együtteséhez. 2017. július 7-én az angol Huddersfield Town 3,5 millió fontért szerződtette három évre. 2019. augusztus 10-én a török Fenerbahçe játékosa lett. 2020. január 31-én a német Fortuna Düsseldorf csapata vette kölcsön, majd október 5-én korábbi klubja a København.

### A válogatottban
Többszörös dán korosztályos válogatott. 2008. november 19-én debütált a felnőtt válogatottba Wales elleni barátságos mérkőzésen. Részt vett a 2011-es U21-es labdarúgó-Európa-bajnokságon és a 2018-as labdarúgó-világbajnokságon.

## Magánélete
2013 és 2015 között párkapcsolatban élt Mihalik Enikővel.

## Sikerei, díjai
- København
  - Dán bajnok: 2008–09, 2009–10, 2010–11, 2015–16, 2016–17
  - Dán kupa: 2008–09, 2011–12, 2014–15, 2015–16, 2016–17